# Friderik IX. Danski
Friderik IX. (rojen Kristjan Friderik Franc Mihael Karl Valdemar Jurij), danski kralj * 11. marec 1899, † 14. januar 1972.
Friderik je bil rojen v rodbino Glücksburg kot najstarejši sin kralja Kristjana X. in kraljice Aleksandrine Danske. Ko je njegov oče leta 1912 postal kralj, je Friderik hkrati postal prestolonaslednik. V mladosti se je izobraževal na Kraljevi danski mornariški akademiji. Leta 1935 se je poročil s princeso Ingrid Švedsko in skupaj sta imela tri hčere: Margareto, Benedikto in Ano-Marijo. Ko je nacistična Nemčija okupirala Dansko, je Friderik deloval kot regent v imenu svojega očeta od med letoma 1942 in 1943.
Friderik je postal kralj po očetovi smrti leta 1947. Med Friderikovo vladavino se je danska družba otresla omejitve agrarne družbe, razvila socialno državo in kot posledica cvetočega gospodarstva v 1960ih so ženske vstopile na trg dela. Danska se je modernizirala in postavila nove zahteve monarhiji in Friderikovi vlogi ustavnega monarha. Friderik IX. je umrl leta 1972 in nasledila ga je njegova najstarejša hčerka Margareta.

## Rojstvo in družina
Princ Friderik se je rodil 11. marca 1899 v palači Sorgenfri v Kongens Lyngbyju na Zelandiji med vladavino svojega pradedka kralja Kristjana IX.. Njegov oče je bil princ Kristjan Danski (kasneje kralj Kristjan X.), najstarejši sin prestolonaslednika Friderika in princese Ludovike Švedske (kasneje kralja Friderika VIII. in kraljice Ludovike). Njegova mati je bila Aleksandrina Mecklenburško-Schwerinska, hčerka Friderika Franca III., velikega vojvoda Mecklenburško-Schwerinskega in velike vojvodinje Anastazije Mihajlovne Ruske.
Krščen je bil 9. aprila 1899 v palači Sorgenfri. Mladi princ je imel 21 botrov, med katerimi so bili njegov pradedek kralj Kristjan IX. Danski, car Nikolaj II. Ruski, kralj Jurij I. Grški, kralj Oskar II. Švedski in Norveški, njegov dedek prestolonaslednik Friderik Danski, valižanski princ (kasneje kralj Edvard VII. Britanski) in njegov stric Friderik Franc IV., veliki vojvoda Mecklenburško-Schwerinski.
Friderikov edini brat Knut se je rodil eno leto po Frideriku. Družina je živela v palači Amalienborg v Københavnu, v palači Sorgenfri blizu prestolnice in v poletni rezidenci Marselisborg v Aarhusu na Jutlandiji, ki sta jo dobila Friderikova starša kot poročno darilo od Dancev leta 1898. Leta 1914 je kralj dal zgraditi vilo Klitgården v Skagnu.

## Zgodnje življenje
Kristjan IX. je umrl 29. januarja 1906 in Friderikov dedek prestolonaslednik Friderik ga je nasledil kot kralj Friderik VIII. Friderikov oče je postal prestolonaslednik in Friderik se je povzpel na drugo mesto v nasledstvu na prestol.
Samo šest dni kasneje, 14. maja 1912, je kralj Friderik VIII. umrl in Friderikov oče je zasedel prestol kot kralj Kristjan X. Friderik sam je postal prestolonaslednik. 1. decembra 1918 je dansko-islandski zakon o uniji prepoznal Islandijo za neodvisno kraljevino in sklenil personalno unijo Islandije z Dansko, s čimer je Friderik postal tudi prestolonaslednik Islandije (kjer je bilo njegovo ime uradno črkovano kot Friðrik). Ker se je 17. junija 1944 po plebiscitu ustanovila republika Islandija, Friderik ni nikoli postal kralj Islandije.
Friderik se je izobraževal na Danski kraljevi mornariški akademiji, s čimer je z izbiro mornariške in ne vojaške kariere prekinil dansko kraljevo tradicijo, in na univerzi v Københavnu. Preden je postal kralj, je pridobil čin kontraadmirala in je imel več poveljstev med aktivnim služenjem. Med svojim mornariškim služenjem je pridobil več tetovaž.
Poleg tega je kralj s svojo veliko ljubeznijo do glasbe še igral klavir in bil dirigent.

## Zakon in otroci
Leta 1922 se je Friderik zaročil s svojo sestrično princeso Olgo Grško in Dansko, s katero se ni nikoli poročil. Namesto tega se je 15. marca 1935, nekaj dni po svojem 36. rojstnem dnevu, zaročil s princeso Ingrid Švedsko (1910–2000), hčerko švedskega prestolonaslednika Gustava Adolfa in njegove prve žene princese Margarete Connaughtske. Kot potomka Oskarja I. Švedskega in Leopolda Badenškega, je bila Ingrid Friderikova sestrična v tretjem kolenu. Poročila sta se 24. maja 1935 v Stockholmski katedrali. Njuna poroka je bila ena izmed največjih medijskih dogodkov dneva na Švedskem leta 1935 in med poročnimi gosti so bili kralj Kristjan X. in kraljica Aleksandrina Danska, kralj Leopold III. in kraljica Astrid Belgijska ter prestolonaslednik Olaf in prestolonaslednica Marta Švedska.
Po svoji vrnitvi na Dansko sta paru bili podarjeni dve rezidenci: palača Amalienborg v Københavnu kot glavna rezidenca in palača Gråsten blizu Sønderborga kot poletna rezidenca.
Njune hčere so:
- Kraljica Margareta II. Danska, rojena 16. aprila 1940, poročena s Henrijem de Laborde de Monpezat in ima dva sina.
- Benedikta Danska, rojena 29. aprila 1944, poročena s princem Richardom Sayn-Wittgenstein-Berleburg in ima tri otroke.
- Kraljica Ana-Marija Grška, rojena 30. avgusta 1946, poročena s Konstantinom II. Grškim in ima pet otrok.

## Vladanje
Med letoma 1942 in 1943 je Friderik deloval kot regent v imenu svojega očeta, ki je bil začasno nezmožen opravljati svoje dolžnosti po padcu s konja oktobra 1942. 
Kristjan X. je umrl 20. april 1947 in Friderik ga je nasledil na prestolu. Predsednik vlade Knud Kristensen ga je z balkona palače Christiansborg proglasil za kralja Danske.
V obdobju Friderikove vladavine se je veliko spremenilo. Med temi leti se je danska družba otresla omejitve agrarne družbe, razvila socialno državo in kot posledica cvetočega gospodarstva v 1960ih so ženske vstopile na trg dela. V drugih besedah je Danska postala moderna država, kar je postavilo nove zahteve monarhiji. Leta 1948, eno leto po začetku kraljevega vladanja, so Ferski otoki dobili samoupravo in postali avtonomna država v danskem kraljestvu.

### Spremembe v zakonu za nasledstvo
Ker kralj Friderik IX. in kraljica Ingrid nista imela sinov, je bilo pričakovano, da bo kraljev mlajši brat princ Knut nasledil prestol v skladu z danskim nasledstvenim zakonom (kraljevi odlok iz leta 1853).
Leta 1953 je bil sprejet predlog o spremembi ustave, kjer je nov zakon o dedovanju dovolil žensko nasledstvo na prestol le, če kralj ni imel sinov. To je pomenilo, da bi ga njegove hčere lahko nasledile, če ne bi imel sinov. Njegova najstarejša hčerka princesa Margareta je tako postala prestolonaslednica. Z odredbo iz 27. marca 1953 je bilo nasledstvo omejeno na potomce kralja Kristjana X.

## Smrt in pogreb
Kmalu po tem, ko je kralj podal svoj novoletni nagovor narodu na prelomu leta 1971/72, je zbolel. Nato je 3. januarja doživel srčni zastoj in po kratkem obdobju okrevanja se je 11. januarja kraljevo zdravje poslabšalo. Kralj je tri dni kasneje obdan z družino in najbližjimi prijatelji umrl.
Nasledila ga je njegova najstarejša hčer, kraljica Margrethe II. Kraljica Ingrid je preživela svojega moža za 28 let. Umrla je 7. novembra 2000. Njeni posmrtni ostanki so bili pokopani skupaj z njim zunaj katedrali v Roskildu.

## Nazivi
- 11. marec 1899 – 14. maj 1912: Njegova kraljeva visokost princ Friderik Danski
- 14. maj 1912 – 1. december 1918: Njegova kraljeva visokost prestolonaslednik Danske
- 1. december 1918 – 17. junij 1944: Njegova kraljeva visokost prestolonaslednik Danske in Islandije[9]
- 17. junij 1944 – 20. april 1947: Njegova kraljeva visokost prestolonaslednik Danske
- 20. april 1947 – 14. januar 1972: Njegovo veličanstvo kralj Danske